# 2019년 영국 산불
2019년 영국 산불(2019 United Kingdom wildfires)은 2019년 2월 26일부터 지금까지 계속 일어나고 있는 산불이다. 원인은 지속된 가뭄과 고온 건조 기간이 장기화되면서 발생된 것으로 보이게 되지만, 스코틀랜드의 머리 부분과 잉글랜드 북부의 웨스트요크셔 들판에서도 큰불이 일어난 것으로 전하고 있으며, 피해 면적은 39,537 에이커(16,000 ha)의 규모인 것으로 잠정 집계된 상태이다. 다만 화재 발생에 따른 건축물 피해 집계 수치는 아직까지도 보고되지 않는 것으로 드러나고 있다.